# أعلام الأقاليم الروسية

خريطة للكيانات الفيدرالية الروسية (بما في ذلك القرم) مع أعلامها

تعرض هذه المقالة أعلام الكيانات الفدرالية الروسية.

## أعلام الكيانات الفيدرالية الحالية

### الجمهوريات

علم أديغيا (24 مارس 1992)
علم ألطاي (22 مارس 2016)
علم باشكورتوستان (12 فبراير 2003)
علم بورياتيا (29 أكتوبر 1992)
علم داغستان (19 نوفمبر 2003)
علم إنجوشتيا (11 يوليو 1999)
علم قبردينو - بلقاريا (21 يوليو 1994)
علم كالميكيا (30 يونيو 1993)
علم قراتشاي - تشركيسيا (26 يوليو 1996)
علم كاريليا (16 فبراير 1993)
علم كومي (17 ديسمبر 1997)
علم ماري إل (1 يونيو 2011)
علم موردوفيا (20 مايو 2008)
علم أوسيتيا الشمالية - ألانيا (2 أكتوبر 1991)
علم تتارستان (29 نوفمبر 1991)
علم توفا (8 فبراير 2002)
علم أودمورتيا (4 نوفمبر 1993)
علم خكاسيا (25 سبتمبر 2003)
علم الشيشان (22 يونيو 2004)
علم تشوفاشيا (29 أبريل 1992)
علم ساخا (ياقوتيا) (14 أكتوبر 1992)

### الكرايات

علم كراي ألطاي (29 بونيو 2000)
علم كراي كامشاتكا (17 فبراير 2010)
علم خاباروفسك كراي (14 يوليو 1994)
علم كراسنودار كراي (23 يونيو 2004)
علم كراسنويارسك كراي (16 مارس 2000)
علم بيرم كراي (6 مايو 2003)
علم بريمورسكي كراي (22 فبراير 1995)
علم كراي ستافروبول (15 أبريل 1997)
علم كراي عبر البايكال (11 فبراير 2009)

### الأوبلاستات

علم أوبلاست أمور (24 أبريل 2008)
علم أوبلاست أرخانغلسك (23 سبتمبر 2009)
علم أوبلاست أستراخان (19 ديسمبر 2001)
علم أوبلاست بيلغورود (22 يونيو 2000)
علم أوبلاست بريانسك (20 نوفمبر 1998)
علم أوبلاست تشيليابنسك
علم إركوتسك أوبلاست (16 يوليو 1997)
علم أوبلاست إيفانوفو (19 مارس 1998)
علم أوبلاست كالينينغرادسكايا (9 يونيو 2006)
علم كالوغا أوبلاست (30 يناير 2004)
علم أوبلاست كيمروفسكايا (10 م2020)
علم أوبلاست كيروف (30 يونيو 2003)
علم كوستروما أوبلاست (28 أبريل 2006)
علم أوبلاست كورغان (1 ديسمبر 1997)
علم كورسك أوبلاست (17 ديسمبر 1996)
علم لينينغراد أوبلاست (31 ديسمبر 1997)
علم ليبيتسك أوبلاست (21 يوليو 2003)
علم ماغادان أوبلاست (28 ديسمبر 2001)
علم محافظة موسكو (9 مارس 1999)
علم أوبلاست مورمانسك (1 يوليو 2004)
علم نيجني نوفغورود أوبلاست (11 مايو 2005)
علم أوبلاست نوفغورود (24 ديسمبر 2007)
علم نوفوسيبيرسك أوبلاست (25 يوليو 2003)
علم أوبلاست أومسك (10 يونيو 2003)
علم أورنبرغ أوبلاست (17 نوفمبر 1997)
علم أوريول أوبلاست (1 أغسطس 2002)
علم بينزا أوبلاست (18 نوفمبر 2002)
علم بسكوف أوبلاست (28 ديسمبر 2018)
علم روستوف أوبلاست (28 أكتوبر 1996)
علم ريازان أوبلاست (2 يونيو 2000)
علم ساخالين أوبلاست (28 نوفمبر 1995)
علم سمارا أوبلاست (23 مايو 2001)
علم ساراتوف أوبلاست (5 سبتمبر 1996)
علم أوبلاست سمولينسك (22 ديسمبر 1998)
علم أوبلاست سفردلوفسك (12 أبريل 2005)
علم تامبوف أوبلاست (22 فبراير 2005)
علم تومسك أوبلاست (29 مايو 1997)
علم تولا أوبلاست (25 نوفمبر 2005)
علم تفير أوبلاست (28 نوفمبر 1996)
علم تيومين أوبلاست (25 أكتوبر 2008)
علم أوليانوفسك أوبلاست (26 ديسمبر 2013)
علم فلاديمير أوبلاست (1 يوليو 2017)
علم فولغوغراد أوبلاست (18 سبتمبر 2000)
علم فولوغدا أوبلاست (5 ديسمبر 1997)
علم فورونيج أوبلاست (5 يوليو 2005)
علم ياروسلافل أوبلاست (7 مارس 2001)

### المدن الفدرالية

علم موسكو (1 فبراير 1995)
علم سانت بطرسبرغ (8 يونيو 1992)
علم سيفاستوبول (21 أبريل 2000)

### الأوبلاست المستقل

علم الأوبلاست اليهودية الذاتية (27 أكتوبر 1996)

### أوكروغات ذاتية الحكم

علم أوكروغ تشوكوتكا الذاتية (28 أكتوبر 1997)
علم أوكروغ خانتي-مانسي ذاتية الحكم (20 سبتمبر 1995)
علم أوكروغ نينيتس الذاتية (25 سبتمبر 2003)
علم أوكروغ يامالو-نينيتس الذاتية (28 نوفمبر 1996)

## الأعلام التاريخية

### الأعلام السابقة للكيانات الفيدرالية الحالية

علم جمهورية ألطاي (2 يوليو 1992–29 يونيو 1994، 24 أبريل 2003–22 مارس 2016)
علم أوبلاست أمور (26 أبريل 1999–24 أبريل 2008)
علم باشكورتوستان (25 فبراير 1992–12 فبراير 2003)
علم الشيشان (1 مايو 2000–22 يونيو 2004)
علم أوكروغ تشوكوتكا الذاتية (28 فبراير 1994–28 أكتوبر 1997)
علم داغستان (26 فبراير 1994–19 نوفمبر 2003)
علم إنجوشتيا (13 مايو 1994–11 يوليو 1999)
علم كالميكيا (30 أكتوبر 1992–30 يونيو 1993)
علم أوبلاست كيمروفسكايا (7 يونيو 2002–21 فبراير 2003)
علم أوبلاست كيمروفسكايا (21 فبراير 2003–10 مارس 2020)
علم خقاسيا (6 يونيو 1992–23 ديسمبر 1993)
علم خقاسيا (23 ديسمبر 1993–25 نوفمبر 2002)
علم خقاسيا (25 نوفمبر 2002–25 سبتمبر 2003)
علم جمهورية كومي (27 نوفمبر 1991–17 ديسمبر 1997)
علم كوستروما أوبلاست (19 أكتوبر 2000–20 أبريل 2006)
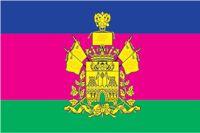
علم كراسنودار كراي (24 مارس 1995–23 يونيو 2004)
علم جمهورية ماري إل (3 سبتمبر 1992–28 نوفمبر 2006)
علم جمهورية ماري إل (28 نوفمبر 2006–1 يونيو 2011)
علم موردوفيا (30 مارس 1995–20 مايو 2008)
علم موسكو (29 سبتمبر 1994–1 فبراير 1995)
علم سانت بطرسبرغ (6 سبتمبر 1991–13 مايو 2003)
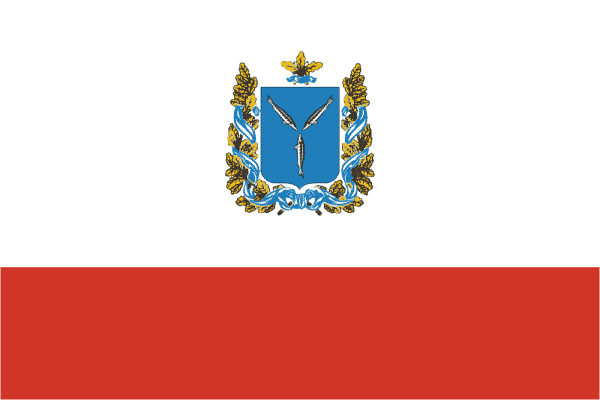
علم ساراتوف أوبلاست (5 سبتمبر 1996–23 مايو 2001)
علم أوبلاست سفردلوفسك (11 مارس 1997–6 مايو 2005)
علم أوبلاست سفردلوفسك (شعار نبالة، 11 مارس 1997–6 مايو 2005)
علم توفا (18 سبتمبر 1992–8 فبراير 2002)
علم تيومين أوبلاست (24 مايو 1995–25 أكتوبر 2008)
علم أوليانوفسك أوبلاست (3 مارس 2004–26 ديسمبر 2013)
علم فلاديمير أوبلاست (11 مايو 1999–1 يوليو 2017)
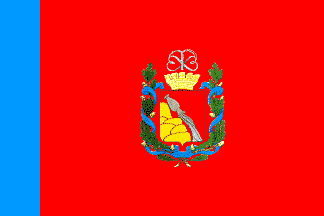
علم فورونيج أوبلاست (1 يوليو 1997–5 يوليو 2005)

### أعلام الكيانات الفيدرالية السابقة

علم أوكروغ أجين بوريات الذاتية (29 نوفمبر 1996–6 يوليو 2001)
علم أوكروغ أجين بوريات الذاتية (6 يوليو 2001–17 فبراير 2009)
علم تشيتا أوبلاست (22 ديسمبر 1995–17 فبراير 2009)
علم أوكروغ إيفينك الذاتية (23 مارس 1995–1 يناير 2007)
علم كامتشاتكا أوبلاست (15 أبريل 2004–1 يوليو 2007)
علم أوكروغ كومي بيرمياك الذاتية (12 فبراير 1996–1 ديسمبر 2005)
علم أوكروغ كومي بيرمياك الذاتية (27 يونيو 1997–1 ديسمبر 2005)
علم أوكروغ كورياك (13 يوليو 1998–1 يوليو 2007)
علم بيرم أوبلاست (17 أبريل 2003–1 ديسمبر 2005)
علم أوكروغ تايمير الذاتية (23 يونيو 2000–1 يناير 2007)
علم أوكروغ أوست أوردا بوريات الذاتية (27 يوليو 1997–18 سبتمبر 1997)
علم أوكروغ أوست أوردا بوريات الذاتية (18 سبتمبر 1997–1 مارس 2009)